# ボブ・ライランド
ボブ・ライランド（Bob Ryland、1920年6月16日 - 2020年8月2日）は、アメリカ合衆国・シカゴ出身の元テニス選手である  。黒人で初めてプロテニス選手になったとして知られている。 
また、コーチとして同じ黒人のアーサー・アッシュやウィリアムズ姉妹を筆頭に、トッププレイヤーの指導もしている。 

## 来歴

### 生い立ち
1920年にシカゴで生まれた 。母親と双子の兄弟が幼い頃に肺炎で亡くなった後 、父親のロバートは息子を祖母の住むアラバマ州モービルに送り、そこで暮らすこととなる。そこでは祖父が綿を選ぶのを手伝っていた 。ライランドは10歳のときにシカゴに戻り、父親と暮らし、テニスを始めた。その後シカゴのティルデンテック高校に通い、学生の間にいくつものタイトルを獲得した。 

### カレッジ・テニス
高校を卒業した後、ニューオーリンズにある歴史的黒人大学であるザビエル大学に奨学金を得て進学し、カレッジ・テニスキャリアをスタートさせる 。翌年から第二次世界大戦下において1945年まで米軍に入隊し 、名誉除隊後に再び奨学金を受け取りミシガン州デトロイトのウェイン州立大学で2年間テニスを続けた。だが当時のアメリカには黒人差別が蔓延しており、ライランドはチームメイトと同じ宿に泊まれずチームのバスで眠ったり、同じレストランに入れなかったりということがしょっちゅうだった。それでも大好きなテニスを続け、黒人で初めてNCAA（全米大学体育協会）選手権でプレーした選手になり、人種の壁を打ち破った 。最終的に大学の殿堂入りも果たしている。 
1947年にカリフォルニアに引っ越し、日中はパンチョ・ゴンザレスとテニスをし、夜は郵便局で働くという生活を送っていた 。また、ロサンゼルス・テニスクラブでも活躍したが、パシフィック・サウスウエスト・チャンピオンシップでは国内1位のハムリ・チャードソンに6–4, 7–5で敗れた 。1954年、ナッシュビルのテネシー州立大学に奨学金給付で迎えられると選手兼コーチを務め、チームをスモールカレッジ全国選手権に2度導いた。ここを卒業し、理学士号を取得している。 

### その後
大学卒業後は東に戻り、指導者として転々としていた 。1959年に「ワールドプロ選手権」で、黒人で初めて白人のプロテニス選手相手にプレーした選手となった 。賞金として300ドルを手に入れた。 
1960年代初頭、ライランドはワシントンD.C.にいて 、セントオールバンズ・カントリークラブでジョン・F・ケネディやロバート・マクナマラにテニスを教えた 。その後はニューヨークに戻り、1963年から1990年までミッドタウン・テニスクラブでコーチとして働いた 。ライランドはコーチングのキャリアの中で、アーサー・アッシュやハロルド・ソロモン、ヴィーナス・ウィリアムズ、セリーナ・ウィリアムズといったトッププロのほか、 バーブラ・ストライサンドやトニー・ベネット 、 ダスティン・ホフマン といった著名人も指導している。 
高齢になっても健康体でどんな時もライランドはコートに出た。土曜日にはボランティアでハーレムの子供たちを指導し、週日にはセントラルパークでテニスをする人々を見たり、テニスチャンネルを視聴したりした。2020年7月にはニューヨーク市のテニスコート使用許可所持者13,775人中の最年長者となった。 
パートナーであるナンシーと一緒に暮らし、2020年8月2日に100歳の生涯を閉じた。

## 功績
アメリカテニス協会（アフリカ系アメリカ人のテニス協会）で最も優れた選手の一人となったライランドは、将来の黒人テニス選手たちの目標となった。1943年に生まれた黒人テニススター、アーサー・アッシュはインタビューで、「僕の夢はボブ・ライランドに勝てるぐらい強い選手になることでした」と語っている。